# Fulufjellet nationalpark
61°24′N 12°47′Ø / 61.400°N 12.783°Ø
Fulufjellet nationalpark er en nationalpark som ligger i et næringsfattigt lavfjeldsområde i den østlige del af  Innlandet fylke i Norge, på østsiden af Ljøraelven mod grænsen til Sverige. Parken blev oprettet i 2012 for at «bevare et stort naturområde som indeholder særegne, repræsentative økosystemer som er uden tunge naturindgreb, herunder artsfattig fjeldvegetation og artsrig skov»  og den dækker et område på 82,5 km2.
Nationalparken ligger i Trysil kommune; og den grænser op til den langt større Fulufjället Nationalpark i Sverige, som blev etableret i 2002, og til Fregn naturreservat som blev oprettet samtidig med den norske nationalpark.

## Geografi, landskab, geologi
Området omfatter særprægede kvartærgeologiske forekomster og højereliggende urskovspræget skov med en stor naturmangfoldighed. 
Langs bjergsiderne og på højder og toppe findes der både gran- og fyrreskov, kløfter fra bække  og stenmarker med høje naturværdier. Vegetationen på det bare  er meget ensartet, og området repræsenterer, både nationalt og internationalt, en ekstremt artsfattig fjeldvegetation. Området Storgnollen-Steinknøsen-Furuknøsen har landskabsmæssige og kvartærgeologiske værdier. Kombinationerne af varieret topografi med store højdeforskelle, blokmark og kløfter gør området Storgnollen – Steinknøsen – Furuknøsen
specielt interessant.

## Flora og fauna
Bjergene er stort set dækket af en vegetation domineret af dværgbuske, græs, star og siv. Nøæsten al skog i området er gran og fyr, og  stedvis har skoven urskovpræg med stor   artsrigdom. Mange sjældne lav- og svampearter er registreret indenfor nationalparken.
Bjørn er en karakterart i området, men også ulv, jærv og los findes her. Fuglelivet er præget av tjur, urfugl, jærpe og rype. 

## Forvaltning og brug af området
Området bliver brugt til jagt, fiskeri og friluftsliv, og der er åbent for det i beskyttelsesbestemmelserne. Forvaltningen af parken bliver udlagt til et lokalt nationalparkstyre.